# Gemeinschaft Lumen Christi
Die Gemeinschaft Lumen Christi ist eine Kommunität, die aus einer „Initiativgruppe“ heraus gebildet wurde. Sie ist dem 1984 gegründeten Katholischen Evangelisationszentrum Maihingen, das in dem ehemaligen Birgittenkloster in Maihingen seinen Sitz hat, angegliedert. Ihre Mitglieder gehören der römisch-katholischen Kirche an. Sie trägt ihren derzeitigen Namen seit Ostern 1994.
Darüber hinaus existiert innerhalb der Evangelisch-Lutherischen Kirche in Bayern der Evangelische Schwesternkonvent „Lumen Christi“.
Das Katholische Evangelisationsezentrum Maihingen wurde 2013 in „Kloster Maihingen“ umbenannt. 